# Begonia davidsonae
Begonia davidsonae là một loài thực vật có hoa trong họ Thu hải đường. Loài này được Standl. ex L.B.Sm. & Schub. mô tả khoa học đầu tiên năm 1950.